# Le Faux Magistrat
Le Faux Magistrat è un film muto del 1914 diretto da Louis Feuillade.

## Trama
Fantômas è stato arrestato in Belgio, ma l'ispettore Juve vuole che il criminale venga portato in Francia dove deve scontare tutta una lunga serie di condanne per i crimini commessi. Così fa fuggire Fantômas per seguirlo a Saint-Calais dove si trova la sua banda. I suoi complici apaches hanno appena rubato i preziosi diamanti del marchese di Tergall. Fantômas uccide il giudice Pradier del quale prende le sembianze. Scopre così che Pradier era stato nominato alla corte di Saint-Calais.

## Produzione
Il film fu prodotto dalla Société des Etablissements L. Gaumont.

## Distribuzione
Il film fu distribuito dalla Société des Etablissements L. Gaumont e distribuito nelle sale cinematografiche francesi l'8 marzo 1914. Il 4 luglio, il film fu presentato in Messico (Fingido Magistrado) e, nel giugno 1915, in Giappone.